# Gran teorema de Poncelet

Dos elipses y una familia de pentágonos.

Porismo de Poncelet para n = 3: conjunto de triángulos inscritos en una circunferencia dada y circunscritos en otra circunferencia dada.

En geometría, el Gran teorema de Poncelet (también conocido como Porisma de Poncelet o Teorema de cierre de Poncelet) establece que siempre que un polígono  siempre está en lainscrito en una sección cónica y circunscrito en otra, el polígono debe ser parte de una familia infinita de polígonos que están todos inscritos y circunscriben a las mismas dos cónicas. Lleva el nombre del ingeniero y matemático francés Jean-Victor Poncelet.
El porismo de Poncelet puede ser probado mediante un argumento que usa una curva elíptica, cuyos puntos representan una combinación de una línea tangente a una cónica y un punto de cruce de esa línea con la otra cónica.

## Planteamiento
Sean {\displaystyle C} y {\displaystyle D} dos cónicas en un mismo plano. Si es posible encontrar para un {\displaystyle n\geq 3}, un polígono de {\displaystyle n} lados que simultáneamente se inscribe en {\displaystyle C} (lo que significa que todos sus vértices se encuentran en {\displaystyle C}) y circunscrito alrededor de {\displaystyle D} (lo que significa que todos sus bordes son tangentes a {\displaystyle D}), entonces es posible encontrar un número infinito de ellos. Cada punto de {\displaystyle C} o {\displaystyle D} es un vértice o una tangencia (respectivamente) de uno de dichos polígonos.
Si las cónicas son circunferencias, los polígonos que están inscritos en un círculo y circunscritos sobre el otro se llaman polígonos bicéntricos, por lo que este caso especial del porismo de Poncelet se puede expresar de manera más concisa al decir que cada polígono bicéntrico es parte de una familia infinita de polígonos bicéntricos con respecto a los mismos dos círculos.: p. 94 

## Demostración proyectiva
Considérense {\displaystyle C} y {\displaystyle D} como curvas en el plano proyectivo complejo {\displaystyle \mathbb {C} {\text{P}}^{2}}. Para simplificar, supóngase que {\displaystyle C} y {\displaystyle D} se cruzan (lo que significa que cada punto de intersección entre ambas es un cruce simple). En consecuencia, mediante el teorema de Bézout, la intersección {\displaystyle C\cap D} de las dos curvas consta de cuatro puntos complejos. Para un punto arbitrario {\displaystyle d} en {\displaystyle D}, se define {\displaystyle \ell _{d}}, la recta tangente a {\displaystyle D} en {\displaystyle d}. Sea {\displaystyle X} la subvariedad de {\displaystyle C\times D} que consta de {\displaystyle (c,d)} tal que {\displaystyle \ell _{d}} pasa a través de {\displaystyle c}. Dado {\displaystyle c}, el número de {\displaystyle d} con {\displaystyle (c,d)\in X} es 1 si {\displaystyle c\in C\cap D} y 2 de lo contrario. Por lo tanto, la proyección  {\displaystyle X\to C\cong \mathbb {C} {\text{P}}^{1}} representa {\displaystyle X} como un recubrimiento de grado 2 ramificado sobre 4 puntos, por lo que {\displaystyle X} es una curva elíptica (una vez que se fija un punto base en {\displaystyle X}). Sea {\displaystyle \sigma } la involución de {\displaystyle X} haciendo corresponder un punto general {\displaystyle (c,d)} al otro punto {\displaystyle (c,d')} con la misma primera coordenada. Cualquier involución de una curva elíptica con un punto fijo, cuando se expresa en la ley del grupo, tiene la forma {\displaystyle x\to p-x} para algunos {\displaystyle p}, por lo que {\displaystyle \sigma } tiene esta forma. De forma similar, la proyección {\displaystyle X\to D} es un morfismo de grado 2 ramificado sobre los puntos de contacto en {\displaystyle D} de las cuatro rectas tangentes a ambos {\displaystyle C} y {\displaystyle D}, y la involución correspondiente {\displaystyle \tau } tiene la forma {\displaystyle x\to q-x} para algunos {\displaystyle q}. Por lo tanto, la composición {\displaystyle \tau \sigma } es una traslación en {\displaystyle X}. Si una potencia de {\displaystyle \tau \sigma } tiene un punto fijo, esa potencia debe ser la identidad. Trasladado de nuevo al lenguaje de {\displaystyle C} y {\displaystyle D}, esto significa que si un punto {\displaystyle c\in C} (relacionado con un correspondiente {\displaystyle d}) da lugar a una órbita que se cierra (es decir, da un {\displaystyle n}-gono), entonces también lo hace cada punto. Los casos degenerados en los que {\displaystyle C} y {\displaystyle D} no son transversales se contemplan como un caso límite.

## Variaciones y generalizaciones

### Teorema de Cayley
Sea {\displaystyle f} la circunferencia {\displaystyle x^{2}+y^{2}=1}, y {\displaystyle g} la elipse {\displaystyle ax^{2}+by^{2}=1}. Luego, la condición del bucle en cadena se da en términos de la serie de Taylor de la función {\displaystyle {\sqrt {(a^{2}+t)(b^{2}+t)(1+t)}}=c_{0}+c_{1}t+c_{2}t^{2}+\dots }. (Cada coeficiente {\displaystyle c_{i}} se calcula a través de {\displaystyle a} y {\displaystyle b}, por ejemplo, {\displaystyle c_{0}=ab}). Debe saberse que: 
1) La cadena de Poncelet de los pares {\displaystyle f} y {\displaystyle g} se enlaza con los pasos {\displaystyle 2m+1} si y solo si
{\displaystyle {\begin{vmatrix}c_{2}&\dots &c_{m+1}\\\vdots &&\vdots \\c_{m+1}&\dots &c_{2m}\end{vmatrix}}=0.}
2) El bucle de Poncelet de los pares {\displaystyle f} y {\displaystyle g} se enlaza en los pasos {\displaystyle 2m} si y solo si
{\displaystyle {\begin{vmatrix}c_{3}&\dots &c_{m+1}\\\vdots &&\vdots \\c_{m+1}&\dots &c_{2m-1}\end{vmatrix}}=0.}

### Teorema de Schwarz
Sea {\displaystyle A_{0}A_{1}\dots } una cadena de Poncelet.
Denominando {\displaystyle \ell _{i}} a la línea {\displaystyle A_{i}A_{i+1}}, considérense los puntos de intersección {\displaystyle B_{i,j}=\ell _{i}\cap \ell _{j}}. Luego, para cualquier número entero {\displaystyle k},
1. Todos los puntos {\displaystyle B_{i,i+k}} se encuentran en una sección cónica
2. Todos los puntos {\displaystyle B_{i,k-i}} se encuentran en una sección cónica